# トヨタミュージックドライブ
トヨタミュージックドライブは、NRN単独局・独立局の一部で放送されていたラジオ番組（企画ネット番組）である。

## 概要
この番組は、主にJRN非加盟であり、かつTBSラジオの中継回線であるJRN全国ラインとつながっていない放送局向けのトヨタ自動車とトヨタディーラーの提供枠の番組であり、番組内容は各局で異なる。
ちなみにJRN向けでは『小沢昭一の小沢昭一的こころ』などの夕方のトヨタ枠を、JRNは非加盟でもJRN全国ラインとつながっている放送局向け（KBS・CRKと、JRN加盟前のKRY・RNC）では『トヨタ・ミュージック・ネットワーク』を、後にJRNに加盟してからも自社制作編成ならびに隣接県の絡みでJRNでのトヨタ枠が確保されなかったRNCでは『トヨタ・話のピットイン』をそれぞれ放送した。
2009年のトヨタ自動車の業績悪化による広告費削減に伴い、他のトヨタ枠共々各局ともスポンサーを降板して番組を終了した。ただし、終了時期はJRNのトヨタ枠（2009年3月で終了）より一年以上遅れていたため、2009年3月のトヨタ自動車の提供撤退後は県内のトヨタディーラー単独提供のみで引き続き放送した。なお「ミュージック・ドライブ」として継続した局もある。

## 放送局・放送時間
2010年8月時点、現在は全局放送終了。
- 茨城放送：月 - 金曜 13:10 - 13:30（「サンシャイン・カフェ siesta」に内包）
  - テーマ曲はジェームス・ラスト楽団「アンナ」（映画「アンナ」のテーマ曲「El Negro Zumbón」のアレンジ）
- 栃木放送：月 - 金曜 17:05 - 17:15（「CRTイヴニングタイムズ」に内包）
- 岐阜放送：月 - 土曜 16:45 - 17:00（月 - 金曜は「月〜金ラヂオ 2時6時」、土曜は「柳精のこころ歌・三昧」に内包）
- ラジオ沖縄[1] ：月 - 金曜 14:40 - 15:00（「チャットステーションL」に内包）